# Cyathea alata
Cyathea alata là một loài thực vật có mạch trong họ Cyatheaceae. Loài này được (E. Fourn.) Copel. mô tả khoa học đầu tiên năm 1931.